# شالا (فلم)
شالا (بالفرنسية: Xala) هو فيلم سنغالي صدر عام 1975 من إخراج عثمان سمبين. الفيلمُ مقتبسٌ من رواية لسمبين صدرت عام 1973 تحملُ الاسم نفسه. يُصوِّر الفيلم الحاج وهو رجلُ أعمالٍ سنغاليّ يُصاب بضعف الانتصاب يوم زواجه من زوجته الثالثة. يسخرُ الفيلم من الفساد في الحكومات الأفريقية بعد الاستقلال، حيثُ يرمز عجز الحاج إلى فشلِ الحكومات الأفريقيّة في أن تكون مفيدة بعد نهاية فترة الاستعمار.

## القصّة
يتزوّج الحاج عبد القادر باي وهو رجلُ أعمالٍ سنغاليّ مسلم زوجةً ثالثةً مما يدلُّ على نجاحه الاجتماعي والاقتصادي. يكتشفُ الحاج في ليلة الزفاف أنه غير قادرٍ على إتمامِ الجماع حيثُ أصبح عاجزًا جنسيًا. يشتبهُ في البداية في أنَّ إحدى زوجتيه أو كلتيهما ألقت عليهِ تعويذة ما دون أن يدرك أنه يسير بجوار الطرف المذنب الحقيقي كل يوم (المتسولين والأشخاص الذين سرق مالهم). ينتقدُ الفيلم موقف القادة الأفارقة بعد الاستقلال مؤكّدً جشعهم وعدم قدرتهم على الابتعاد عن التأثيرات الأجنبية.

## طاقم التمثيل
- الحاج عبد القادر باي في دور رجل الأعمال سنغالي
- راما في دور الزوجة الأولى
- أدجا أوا أستو في دور الزوجة الأولى
- أومي ندوي في دور الزوجة الثانية
- نغوني في دور الزوجة الثالثة
- مودو في دور سائق الحاج
- سيرجين مدى في دور المرابط
- دوبونت دوراند في دور وصيّ الرئيس